# 最胤法親王
最胤法親王（1563年—1639年2月15日），俗名惟常，是日本戰國時代的法親王，生父是伏見宮邦輔親王，伏見宮貞康親王同母兄弟；伏見宮邦房親王的異母兄弟。他也是天台宗的天台座主和三千院的門跡。

## 履歷
永祿九年（1566年）十月成為正親町天皇猶子，天正三年（1575年）二月十五日接受親王宣下及敘二品，後來得度，法號最胤。自慶長十一年（1606年）十二月擔任天台座主，到寬永十六年（1639年）去世，院號圓明院。